# Eulalia villosa
Eulalia villosa är en gräsart som först beskrevs av Spreng., och fick sitt nu gällande namn av Christian Gottfried Daniel Nees von Esenbeck. Eulalia villosa ingår i släktet Eulalia och familjen gräs. Inga underarter finns listade i Catalogue of Life.